# Мадрид
Мадрѝд (на испански: Madrid, [maˈðɾið]) е столицата и  най-големия град на Испания. Населението на града е 3 223 334 души (2018 г.), а на градската агломерация – 6 211 000 души (2018). По население в границите на града, Мадрид се нарежда нa второ място в Европейския съюз след Берлин, както и по големина на градската агломерация, където отстъпва на Париж.
Разположен на бреговете на река Мансанарес в централната част на страната, градът е административен център на автономната област Мадридска общност. Като столица на кралството, седалище на правителството и резиденция на краля, Мадрид е също политическият, стопански и културен център на Испания.

## География
Територията на Мадрид е 604,3 km². Разположен на 657 m средна надморска височина, Мадрид е втората най-висока столица в Европа след Андора Ла Веля (1409 m). Градът е център на автономна област Мадридска общност с площ от 8 028 km² (1,6% от испанската територия), разположена в сърцето на Испания между регионите Кастилия и Леон и Кастилия-Ла Манча.
Почти цялата територия на провинцията е разположена между 600 и 1000 m надморска височина, като най-високата точка е връх Пенялара (2430 m), а най-ниската река Алберче (430 m).
Климатът в града е умерен средиземноморски климат, който отчасти наподобява умерено континенталния климат в някои райони на Източна Европа, като през зимата температурите падат под 0 °С. Обикновено падат около 2 – 3 снеговалежа годишно. Лятото е горещо, като температурите са над 30 °С през юли и често надхвърлят 40 °С. Тъй като Мадрид е с висока надморска височина, през нощта е по-хладно, което намалява средната температура през лятото. Валежите са малко, като лятото и зимата са по-сухи, а пролетта и есента по-влажни.
| Климатични данни за Ел Ретиро, Мадрид     | Климатични данни за Ел Ретиро, Мадрид | Климатични данни за Ел Ретиро, Мадрид | Климатични данни за Ел Ретиро, Мадрид | Климатични данни за Ел Ретиро, Мадрид | Климатични данни за Ел Ретиро, Мадрид | Климатични данни за Ел Ретиро, Мадрид | Климатични данни за Ел Ретиро, Мадрид | Климатични данни за Ел Ретиро, Мадрид | Климатични данни за Ел Ретиро, Мадрид | Климатични данни за Ел Ретиро, Мадрид | Климатични данни за Ел Ретиро, Мадрид | Климатични данни за Ел Ретиро, Мадрид | Климатични данни за Ел Ретиро, Мадрид |
| Месеци                                    | яну.                                  | фев.                                  | март                                  | апр.                                  | май                                   | юни                                   | юли                                   | авг.                                  | сеп.                                  | окт.                                  | ное.                                  | дек.                                  | Годишно                               |
| Абсолютни максимални температури (°C)     | 23,1                                  | 25,3                                  | 30,2                                  | 33,5                                  | 38,6                                  | 43,1                                  | 44,3                                  | 44,7                                  | 42,2                                  | 36,0                                  | 28,9                                  | 24,2                                  | 44,7                                  |
| Средни максимални температури (°C)        | 9,8                                   | 12,0                                  | 16,3                                  | 18,2                                  | 22,2                                  | 28,2                                  | 32,1                                  | 31,3                                  | 26,4                                  | 19,4                                  | 13,5                                  | 10,0                                  | 19,9                                  |
| Средни температури (°C)                   | 6,3                                   | 7,9                                   | 11,2                                  | 12,9                                  | 16,7                                  | 22,2                                  | 25,6                                  | 25,1                                  | 20,9                                  | 15,1                                  | 9,9                                   | 6,9                                   | 15,0                                  |
| Средни минимални температури (°C)         | 2,7                                   | 3,7                                   | 6,2                                   | 7,7                                   | 11,3                                  | 16,1                                  | 19,0                                  | 18,8                                  | 15,4                                  | 10,7                                  | 6,3                                   | 3,6                                   | 10,1                                  |
| Абсолютни минимални температури (°C)      | −7,8                                  | −7,5                                  | −4,5                                  | −1,5                                  | 3,3                                   | 7,0                                   | 9,8                                   | 8,6                                   | 4,1                                   | 0,3                                   | −3,8                                  | −6,5                                  | −7,8                                  |
| Средни месечни валежи (mm)                | 33                                    | 35                                    | 25                                    | 45                                    | 51                                    | 21                                    | 12                                    | 10                                    | 22                                    | 60                                    | 58                                    | 51                                    | 421                                   |
| Средно количество слънчеви часове         | 144                                   | 168                                   | 224                                   | 226                                   | 258                                   | 310                                   | 354                                   | 329                                   | 258                                   | 199                                   | 151                                   | 128                                   | 2749                                  |
| ----------------------------------------- | ------------------------------------- | ------------------------------------- | ------------------------------------- | ------------------------------------- | ------------------------------------- | ------------------------------------- | ------------------------------------- | ------------------------------------- | ------------------------------------- | ------------------------------------- | ------------------------------------- | ------------------------------------- | ------------------------------------- |
| Източник: Agencia Estatal de Meteorología |                                       |                                       |                                       |                                       |                                       |                                       |                                       |                                       |                                       |                                       |                                       |                                       |                                       |

## История

### Средновековие
Първите сведения за града са от IX век, когато днешна Испания е Ал-Андалус и емирът на Кордоба заповядва изграждането на малък дворец там, където днес се издига кралският дворец. Около него е построена крепост, наречена Махерит. По време на Реконкистата, при своето настъпление към Толедо крал Алфонсо VI превзема крепостта през 1085 г. и я присъединява към кастилската корона. През 1329 г. тук се събират Генералните Кортеси. През XIV век градът преживява тежки моменти, а след голям пожар е възстановен от Енрике III (1379 – 1406).

### Ренесанс
През 1479 г. кралство Кастилия със столица Толедо и кралство Арагон със столица Сарагоса се обединяват в лична уния след сватбата между Исабела Кастилска и Фердинанд II Арагонски, което поставя основата за обединението на Испания. Техният внук Карлос I (по-известен като император Карл V) е благосклонен към Мадрид, но прекарва малко време в Испания. През 1561 неговият син Филип II премества столицата в Мадрид и построява огромния дворец-манастир Ескориал на 40 km североизточно от града. По онова време той е 20-хилядно градче и отстъпва значително по големина и значение на Севиля и Барселона, както и на европейските столици Лондон и Париж. Въпреки това Мадрид започва да играе все по-голяма роля, защото има политическо надмощие над Севиля, която от своя страна контролира доходоносната търговия с американските колонии.

### Мадрид през XVIII и XIX век
Макар да е столица на най-могъщата държава на света, Мадрид продължава да отстъпва по своето развитие на много европейски и испански градове. Първият Бурбонски крал, Фелипе V (1700 – 1746) решава, че това не може повече да продължава и предприема мащабно строителство. По време на неговото управление се издигат нови дворци и административни сгради, включително и величествения Кралски дворец (Паласио Реал). Мадрид обаче става истински съвременен град по времето на неговия син, Карлос III (1759 – 1788), който е един от най-популярните и обичани крале в Мадрид. По времето си той е известен сред народа като най-добрия кмет на Мадрид. В началото на XIX век Испания е принудена да стане съюзник на Наполеонова Франция, което предизвиква недоволство към безволевия крал Карлос IV което преминава в бунт начело на собствения му син Фернандо VII. През 1808 френски войски, които навлизат в страната като съюзници предателски окупират столицата. На 2 май населението на Мадрид въстава срещу окупаторите, които за кратко са прогонени, но се завръщат с подкрепления от маври. Французите избиват хиляди граждани, което има съществена роля за отношенията между испанци и французи. Новият крал Жозеф Бонапарт, по-малък брат на Наполеон е мразен и презиран от населението въпреки опитите му за благоустройство.
След победата във Войната за независимост през 1814 г., Фернандо VII се връща на престола, но след либералната революция е принуден да се закълне във вярност към Конституцията на Испания. Той моли за помощ Франция и през 1823 г. стохилядна френска войска преминава Пиренеите, безпрепятствено влиза в Мадрид и възстановява абсолютната власт на Фернандо. През целия XIX век градът се разраства въпреки вътрешната нестабилност и гражданските войни.

### XX век
По време на Испанската гражданска война (1936 – 1939) Мадрид е сред главните центрове на републиканците, като още от самото начало на войната в някои предградия се водят ожесточени боеве между националистическите и републиканските сили. На 28 март 1939 г. градът е превзет от войските на Франсиско Франко. По време на тежките сражения градът силно пострадва, като щетите са напълно отстранени след години.
При продължителното авторитарно управление на Франко градът нараства с бързи темпове. Особено след 1960-те години силно развитие получават много отрасли на тежката промишленост, като самолетостроене, автомобилостроене, електроника. Строят се нови предградия на юг, за да приемат вълните от работници, които идват от по-бедните райони на страната, за да работят в новите предприятия.
След смъртта на Франко през 1975 г. при неговия наследник Хуан Карлос I Испания отново става конституционна монархия. Новият крал успява да се справи с привържениците на авторитаризма и страната става многопартийна демокрация. През 1980-те години Мадрид се развива бурно, като утвърждава позицията си на водещ политически, културен, промишлен, образователен и технологичен център на Пиренейския полуостров, а и на Южна Европа.
На 11 март 2004 г. на гара Аточа е извършен терористичен атентат, при който загиват 191 души и са ранени 2050.
Мадрид кандидатства за Летни олимпийски игри 2012, но за техен домакин е избран Лондон. През 2009 г. Мадрид отново кандидатства, но заема второ място по резултатите от гласуването за правото да е домакин на Летни олимпийски игри 2016 г., отстъпвайки на Рио де Жанейро.

## Население
Населението на Мадрид се увеличава, след като градът става столица на Испания през XVII век, и се е стабилизирало на около 3 милиона души от 1970-те години насам. От 1970-те до средата на 1990-те години се наблюдава спад на населението. Този феномен, който засяга и други европейски градове, е частично причинен от растежа на сателитните предградия за сметка на централните градски части. Това се случва на фона на слаб растеж на европейската икономика.
Прирастът на населението се увеличава към края на 1990-те години, благодарение на имиграцията заедно с подем на испанската икономика. Според преброяванията, населението на града нараства с 271 856 души между 2001 и 2005 г.
Към 2011 г. около 63,3% от населението на Мадрид са римокатолици.

### Имиграция
Като столица на страната, градът привлича много имигранти от цял свят. През 2015 г. около 89,8% от жителите са испанци. Десетте най-големите имигрантски групи включват: еквадорци (104 184), румънци (52 875), боливийци (44 044), колумбийци (35 971), перуанци (35 083), китайци (34 666), мароканци (32 498), доминиканци (19 602), бразилци (14 583) и парагвайци (14 308).
Има също така големи общности от филипинци, екваториални гвинейци, уругвайци, българи, гърци, индийци, италианци, аржентинци, сенегалци и поляци.
| 1897      | 1900      | 1910      | 1920      | 1930      | 1940      | 1950      |
| --------- | --------- | --------- | --------- | --------- | --------- | --------- |
| 510 616   | 540 109   | 556 958   | 728 937   | 863 958   | 1 096 466 | 1 527 894 |
| 1960      | 1970      | 1980      | 1991      | 2001      | 2011      | 2015      |
| 2 177 123 | 3 120 941 | 3 158 818 | 2 909 792 | 2 938 723 | 3 198 645 | 3 141 991 |

## Управление
Към 2015 година кмет на Мадрид е Мануела Кармена от организацията „Аора Мадрид“.
Административно, Мадрид е разделен на 21 района, които от своя страна се разделят на 128 квартала (barrios):
1. Сентро: Паласио, Ембахадорес, Кортес, Хустисия, Универсидад, Сол.
2. Аргансуела: Пасео Империал, Акасиас, Чопера, Легаспи, Делисиас, Палос да ла Фронтера, Аточа.
3. Ретиро: Пасифико, Аделфас, Естреля, Ибиса, Херонимос, Ниньо Хесус.
4. Саламанка: Реколетос, Гоя, Фуенте дел Беро, Гуиндалера, Листа, Кастеляна.
5. Чамартин: Ел Висо, Просперидад, Сиюдад Хардин, Испаноамерика, Нуева Еспаня, Пласа Кастиля.
6. Тетуан: Белас Вистас, Куатро Каминос, Кастилехос, Алменара, Валдеаседерас, Берукуете.
7. Чамбери: Гастамбиде, Арапилес, Трафалгар, Алмагро, Валеермосо, Риос Росас.
8. Фуенкарал Ел Пардо: Ел Пардо, Фуентеларейна, Пенягранде, Барио дел Пилар, Ла Пас, Валверде, Мирасиера, Ел Голосо.
9. Монклоа-Аравака: Каса дел Кампо, Архуелес, Сиюдад Университария, Валдесарса, Валдемарин, Ел Плантио, Аравака.
10. Латина: Лос Карменес, Пуерта дел Анхел, Лусеро, Алуче, Лас Агуилас, Кампаменто, Куатро Виентос.
11. Карабачел: Комиляс, Опаньел, Сан Исидро, Виста Алегре, Пуерта Бонита, Буенависта, Абрантес.
12. Усера: Оркаситас, Оркасур, Сан Фермин, Алмендралес, Москардо, Софио, Прадолонго.
13. Пуенте де Валекас: Ентревиас, Сан Диего, Паломерас Бахас, Паломерас Суресте, Портасго, Нумансия.
14. Мораталас: Павонес, Оркахо, Марокиана, Медиа Легуа, Фонтарон, Винатерос.
15. Сиюдад Линеал: Вентас, Пуебло Нуево, Кинтана, Ла Консепсион, Сан Паскуал, Сан Йуан Баутиста, Колина, Аталая, Костиларес.
16. Орталеса: Паломас, Валдефуентес, Каниляс, Пилар дел Рей, Апостол Сантиаго, Пиовера.
17. Валяверде: Сан Андрес, Сан Кристобал, Бутарке, Лос Росалес, Лос Анжелос (Виляверде).
18. Вила де Валекас: Каско Историко де Валекас, Санта Еугения.
19. Викалваро: Каско Историко де Викалваро, Амброс.
20. Сан Блас: Симанкас, Елин, Ампоста, Аркос, Росас, Рехас, Канилехас, Салвадор.
21. Барахас: Аламеда де Осуна, Аеропуерто, Каско Историко де Барахас, Тимон, Коралехос.

## Икономика
Мадрид е един от най-важните икономически, финансови и транспортни центрове в цяла Европа, както и най-важния на Пиренейския полуостров и Южна Европа. Той е и център на три от стоте най-големи компании в света (Telefónica, Grupo Santander и Repsol). В града се издига и петата по височина сграда в Европа – Торе Каха Мадрид (250 m), седалище на една от най-големите финансови институции в страната Каха Мадрид.
Мадридското летище Барахас е петото по големина пътническо и деветото по големина товарно летище в Европейския съюз с преминали през него 41,6 милиона пътници и 0,37 милиона тона товари през 2005 г.

## Инфраструктура
Градът е на второ място сред столиците на държави от Европейския съюз по най-малко зелени площи на човек от населението след Париж с 16 m².

### Транспорт
В града действа автобусна мрежа и (от 1919 г.) метрополитен, който се развива бързо през последните години (например, изградена е втора линия от пръстена, съединяващ промишлените предградия на юг от града). Метрополитенът заема второ място в Европа по дължина на мрежата (324 km) след лондонския (408 km). Понастоящем, в допълнение към метрото, в Мадрид е открита съвременна трамвайна мрежа, известна като „леко метро“ (на испански: metro ligero). То използва съвременни трамваи с нисък под Citafdis 302.
Съществува и мрежа на градската железница с две основни железопътни гари – Аточа (в южно направление) и Чамартин (за северното направление).
Основните автомагистрали имат радиално направление. Основните от тях са:
| Трасе | Направление                                                                                    |
| ----- | ---------------------------------------------------------------------------------------------- |
| A-1   | Мадрид – Аранда де Дуеро – Бургос – Миранда де Ебро – Витория – Сан Себастиан – Ирун – Франция |
| A-2   | Мадрид – Сарагоса – Лерида – Барселона – Херона – Франция                                      |
| A-3   | Мадрид – Валенсия                                                                              |
| A-4   | Мадрид – Кордоба – Севиля – Кадис                                                              |
| A-5   | Мадрид – Мерида – Бадахос – Лисабон                                                            |
| A-6   | Мадрид – Медина дел Кампо – Бенавенте – Понферада – Луго – Ла Коруня                           |
| A-42  | Мадрид – Толедо                                                                                |

Освен това в Мадрид има няколко пътни пръстена. Тези пътища позволяват заобикаляне на града в случай на необходимост.

## Култура
Мадрид е културният център на страната с великолепни дворци, фонтани, паркове и повече от 100 музея, включително световноизвестните Прадо, Център на изкуствата Кралица София и музеят Тисен-Борнемиса. Има много църкви, най-красивата от които е новата катедрала Нуестра Сеньора де Алмудена. Мадридската зоологическа градина разполага и с Аквариум и едно от любимите места за прекарване на свободното време на мадридчани.
Градът е една от най-красивите столици не само в Европа, но и в света. Икономическият и културният живот в града са съсредоточени на Пасео де ла Кастеляна и улица Алкала. Именно тук се намират най-скъпите магазини и известни ресторанти.

### Музеи
Една от главните културни забележителности на града е музеят Прадо, основан от Мария-Изабела де Браганса, втората жена на Фердинанд VII. През 1819 г. музеят е преместен в сегашното си здание в качеството на Кралски музей. Зданието на музея е проектирано през 1785 г. от архитекта Хуан де Вилянуева, по поръчка на крал Карл III.
Двата други големи музея на Мадрид – Центъра за изкуства „Кралица София“ и Музей Тисен-Борнемиса, заедно с музея Прадо образуват така наречения „златен триъгълник на изкуствата“. В музея „Кралица София“ се намира най-знаменитата картина на Пабло Пикасо „Герника“, както и творби на Салвадор Дали и Хуан Миро. В музея Тисен-Борнемиса се намират картини от различни епохи, започвайки от Ренесанса и завършвайки с творби на известниимпресионисти, сюрреалисти и кубисти. Интерес представлява и колекцията на Кралската академия за изящни изкуства „Сан Фернандо“, която наброява 1300 картини, в това число работи на Диего Веласкес, Рубенс и Франциско Гоя.
- Музей Прадо
- Музей Кралица София
- Музей Тисен-Борнемиса
- „Йоан Евангелист“. Музей Прадо.
- „Облечената маха“ – творба на Франциско Гоя от колекцията в музея Прадо
- Скулптура на Хуан Миро в двор на музея „Кралица София“

Други музеи
- Националният археологически музей притежава обширна колекция по археология и естествена история.
- В Морския музей има оръжия и макети на кораби, свързани със завоеванията на Испания, започвайки от XV век.
- В Музеят на Америките има колекция от произведения на изкуствата от доколумбова Америка.

### Музика
През 1908 г. е създаден Градският симфоничен духов оркестър на Мадрид.

### Корида
До началото на XVIII век конната корида в Мадрид се провежда на Пласа Майор в присъствието на краля. След формирането на традицията на съвременната корида, главната арена се намира в района на вратата Алкала. През 1929 г. е построена грандиозната арена за корида Лас Вентас в края на улица „Алкала“.
Всяка неделя от март до октомври се провеждат борби с бикове, привличащи туристи от цял свят. От 1 до 30 май ежегодно в чест на градския празник на Св. Исидор, се провежда най-престижната борба с бикове в света – Feria de San Isidro.

### Спорт
От Мадрид са футболните отбори Реал Мадрид, Атлетико Мадрид, Райо Валекано и Хетафе.

### Празници
- 15 май – ден на св. Исидор.
- 13 юни – ден на св. Антоний Флоридски.
- 16 юли – ден на св. Дева Карменска.
- 7 август – ден на св. Каетан.
- 10 август – ден на Свети Лаврентий.
- 15 август – ден на св. Дева Паломска.
- 12 октомври – ден на св. Дева Пиларска.
- 9 ноември – ден на св. Дева Алмуденска.

### Основни забележителности

#### Пласа Майор
Площад Пласа Майор на испански: Plaza Mayor е създаден по поръчка на крал Фелипе III от архитект Хуан Гомес де Морой. Строителните работи започват през 1617 г. и продължават две години. Зданията са построени в стил мадридски барок. На площада има 136 здания с 437 балкона, от които в миналото се наблюдавали кралските церемонии, рицарските турнири, кориди и аутодафе. В центъра на площада е паметникът на крал Филип III, третия испански крал от династията на Хабсбургите. И до днес площадът е едно от най-оживените места в града, тук са разположени многобройни кафенета и ресторанти. Квадратни или правоъгълни площади с колонади, подобни на Пласа Майор може да се видят и в други испански градове, както и в бившите колонии на Испания в Латинска Америка.
- Аутодафе на 
Пласа Майор. Картина на Франсиско Ричи, 
1683 г.
- Пласа Майор
- Пласа Майор. Паметник на крал Филип III

#### Площад „Пуерта дел Сол“
Площад „Пуерта дел Сол“ (на испански: Puerta del Sol (Врата на Слънцето) служи за нулева точка за отчитане на пътните разстояния в Испания (Мадрид е географският център на страната, а площадът е централна точка на града). Названието на площада се обяснява с това, че през XV век тук е преминавала крепостната стена, а на мястото на площада се е намирала една от градските порти.
- „Пуерта дел Сол“
- „Пуерта дел Сол“
- Нулевият километър на „Пуерта дел Сол“
- Камбанарията на зданието на пощата. „Пуерта дел Сол“

#### Площад „Сибелес“ и булевард „Пасео дел Прадо“
В центъра на площад „Сибелес“ (на испански: Plaza de Cibeles) е разположен фонтан с колесница на богиня Кибела (построен през 1781 г. по проект на архитектите Хосе Ермосильо и Вентуро Родригес), дал названието на площада. Образът на колесницата на Кибела, с впрегнати лъвове и пантери, е доста популярен. Площадът е ограден от четири сгради: неокласическата Банка на Испания (1884 г.), дворецът на Буенависта (на херцозите Алба, от края на XVIII век), дворецът на маркизите Линарес и зданието на Главното пощенско управление в необароков стил (началото на XX век).
Булевард „Пасео дел Прадо“ възниква благодарение на крал Карл III. Булевардът е построен по подобие на римския площад „Навона“, имащ елипсовидна форма. На него са издигнати общо три фонтана. На площад „Кановас дел Кастеляна“ е разположен фонтанът на Нептун с колесница, теглена от делфини и коне (1780 г.), в средата на булеварда се намира фонтанът на Аполон (1777 г.), а третият фонтан (на Кибела) е разположен в края на булеварда – на площад Сибелес.
- Фонтанът на Кибела и дворецът „Линарес“
- Здание на Банката на Испания
- Фонтан на Нептун
- Хотел „Риц“ на площад „Кановас дел Кастеляна“

#### Кралският дворец
След пожара от 1734 г., вместо напълно унищожения стар дворец (на мястото на бивш арабски замък), е решено да се построи ново здание, подобно на двореца Версай. Строителството започва под ръководството на италианския архитект Филипо Ювари, след смъртта му е продължено от Джовани Батиста Сакети, а по-късно – от Сабатини и Вентуро. Строителството продължава от 1738 до 1764 г. Първият крал, заселил се в двореца, е Карл III. Понастоящем кралското семейство не живее в двореца, който се използва за протоколни мероприятия. Например, през 1991 г. в двореца е проведена Мадридската конференция за Близкия изток. Значителна част от зданието е отделена за музей. Интерес представляват тронната и празничната зали, както и богатата колекция от живопис, включващи творби на майстори като Ел Греко, Веласкес, Бош, Гоя.
Около двореца има два парка – „Сабатини“ и „Кампо дел Моро“ (Мавританския лагер).
- Кралски дворец
- Кралски дворец. Тронната зала
- Кралският дворец и парка „Сабатини“
- Кралски дворец. Паркът „Кампо дел Моро“

#### Площад „Пласа де Ориенте“
Площадът възниква в началото на XIX век от източната страна на кралския дворец, откъдето е и името му (Пласа де Ориенте означава „Източен площад“). Неговото строителство е започнато от Жозеф Бонапарт (1808 – 1813 г.). Ансамбълът на площада е завършен по време на управлението на Изабела II. Кралицата пренася в центъра на площада конната скулптура на крал Филип IV (творба на Пиетро Така). Скулптурата е създадена през 1640 г. въз основа на портрета на краля (дело на Диего Веласкес), а пресмятането на центъра на тежестта на коня, опиращ се само на задните си крака, е направено от Галилео Галилей. на източната част на площада е разположено зданието на Кралския театър (на испански: Teatro Real), построено през 1850 г., в периода на управление на Изабела II, по проект на Антонио Лопес Агуадо. В епохата на управление на Франко, „Пласа де Ориенте“ е място на многохилядни демонстрации.
- Оперния театър на „Пласа де Ориенте“
- Паметника на Филип IV на „Пласа де Ориенте“
- Скулптурата на крал Фердинанд I Кастилски

#### „Енкарнасион“
Манастирът „Енкарнасион“ е основан през 1611 г. от кралица Маргарита Австрийска, жена на Филип III. Архитектите – Хуан Гомес де ла Мора и отец Алберто де ла Мадре де Диос, подражават на фасадата на църквата „Сан Хосе“ в Авила. Зданието е построено в стил мадридски барок. Манастирската църква е реставрирана от Вентура Родригес. Главният олтар от мрамор е украсен с картината „Благовещение“ на Висенте Кардучо и фигурите на Свети Августин и Света Моника – дело на ученика му Грегорио Фернандес. Картините на страничните олтари отново са на Висенте Кардучо, а фреските са творение на Захария Гонсалес Веласкес, художник от 18 в. В манастира има портрети на членовете на кралското семейство от династията на Хабсбургите, както и картини на Каес, Кардучо, Романя, Кареньо, Хосе де Рибера, Бартоломе Гонсалес и скулптури на Грегорио Фернандес. Интересни са и покритите галерии с олтари от керамика талавера, скулптурните групи на Бузон, Перонис, Кармона, както и реликварият (хранилището за реликви) с таван, изписан през XVII в. от Висенте Кардучо.

## Други
На Мадрид е наречен булевард в в София (Карта).

## Цитирани източници
- Brinkoff, Thomas. Principal Agglomerations of the World //  citypopulation.de.   citypopulation.de, 2009. Посетен на 12 март 2009. (на английски)
- World Urban Areas: Population & Density (PDF) //   Demographia, 2008.  Архивиран от оригинала на 2007-11-30. Посетен на 10 август 2008. (на английски)
- Madrid //  Indiana.edu.   Indiana.edu, 10 юли 2006.  Архивиран от оригинала на 2010-03-12. Посетен на 2015-09-11. (на английски)
- Member of the Governing Council. Delegate for Economy, Employment and Citizen Involvement (PDF) //  madrid.es.   madrid.es, 2012. p. 6. Посетен на 3 септември 2012. (на английски)